# Быстрый (Мартыновский район)
Бы́стрый — посёлок в Мартыновском районе Ростовской области.
Входит в состав Зеленолугского сельского поселения.

## История
В августе 1963 года Населенный пункт электроподстанции был переименован в Быстрый.

## Население
| 2010 |
| ---- |
| 30   |

## Улицы
В посёлке имеется одна улица: Канальная.